# Cesáreo González
Cesáreo González (* 29. Mai 1903 in Vigo; † 20. März 1968 in Madrid) war ein spanischer Filmproduzent.  

## Leben
González entstammte einer armen galicischen Familie. Mitte der 1920er emigrierte er nach Kuba, reiste weiter nach Mexiko und kehrte schließlich 1931 wieder nach Spanien zurück. 1941 gründete er die Filmgesellschaft Suevia Films, die lange Zeit eine der wichtigsten spanischen Filmgesellschaften bleiben sollte. González arbeitete bevorzugt mit einer festen Gruppe von Regisseuren, darunter José Luis Sáenz de Heredia und Florián Rey, und ebenso mit einer festen Gruppe von Schauspielern zusammen. Unter den letzteren, die er z. T. entdeckte und förderte waren Lola Flores, Carmen Sevilla, José Suárez, Paquita Rico, José Jiménez Fernández und Sara Montiel.
Als González überraschend im Jahre 1968 starb, setzte der Niedergang seiner Filmgesellschaft ein.

## Filme
Der erste produzierte Film mit dem Titel Polizón a bordo (Versteckter Passagier an Bord) galt im franquistischen Spanien als bester Film des Jahres. Der 1943 produzierte Film El abanderado thematisierte den spanischen Kampf gegen Napoleon. Später waren Folklore und Komödien eine der Stärken der Filmgesellschaft. 
Der Film La venganza (Die Rache) wurde mit einer Goldenen Palme ausgezeichnet und für einen Oscar nominiert. 
Die Suevia Films Gesellschaft produzierte insgesamt mehr als 100 Filme, darunter: 
- Polizón a Bordo (1941)
- El abanderado (1943)
- Bambú (1945)
- Reina santa (1946)
- El emigrado (1946)
- La Fé (1947)
- Botón de Ancla (1947)
- La nao Capitana (1947)
- Mare Nostrum (1948)
- La noche del sabado (1950)
- La corona negra (1950)
- Teatro Apolo (1950)
- La trinca del aire (1951)
- La Señora de Fátima (1951)
- Camelia (1953)
- Pena, penita, pena (1953)
- La bella Otero (1954)
- La Faraona (1955)
- Limosna de amores (1955)
- Faustina (1956)
- Calle Mayor (1956)
- La Guerra Empieza en Cuba (1957)
- La venganza (1958)
- El balcón de la luna (1962)